# 피의 게임
《피의 게임》은 MBC TV와 WAVVE에서 방송되는 생존 리얼리티 서바이벌 프로그램이다.

## 기획 의도
최후의 1인만이 상금을 독차지한다!” 배신, 거짓, 음모 등 어떤 수단을 써서라도 살아남아야 하는 치열하고 처절한 생존 서바이벌

## 방송 일정
| 방송채널 | 방송 기간                          | 방송 시간                          | 비고 |
| -------- | ---------------------------------- | ---------------------------------- | ---- |
| MBC TV   | 2021년 11월 1일 ~ 2021년 11월 15일 | 매주 월요일 밤 10시 30분~12시 10분 |      |
| MBC TV   | 2021년 11월 29일 ~ 2022년 1월 24일 | 매주 월요일 밤 10시 30분~12시 10분 |      |
| MBC TV   | 2021년 11월 22일                   | 매주 월요일 밤 10시 35분~12시 15분 |      |

## 출연진

### 스튜디오 MC
- 장동민
- 이상민
- 박지윤
- 슈카월드
- 최예나

### 플레이어 10인: 참가자
- 정근우 (9일차 탈락)
- 최연승 (준우승)
- 박재일(체코제)[1] (10일차 탈락)
- 허준영 (8일차 탈락)
- 송서현 (11일차 탈락)
- 박지민 (11일차 탈락)
- 퀸 와사비 (7일차 탈락)
- 이태균 (우승)
- 덱스101[2] (10일차 탈락)
- 이나영 (9일차 탈락)
- 박서휘 진행자 집사

### 피의게임 시즌2
- 홍진호
- 하승진
- 덱스
- 박지민
- 서출구
- 파이
- 넉스
- 신현지
- 이진형
- 유리사
- 현성주
- 윤비
- 케리건 메이
- 후지이 미나
- 서문형
- 박소영

## 회차 목록
- 1회 - 피의 의미
- 2회 - 피의 연맹
- 3회 - 피의 실세
- 4회 - 피의 계급
- 5회 - 피의 역습
- 6회 - 피의 복수
- 7회 - 피의 반란
- 8회 - 피의 저택
- 9회 - 피의 소멸
- 10회 - 세미파이널

## 시청률
최저 시청률과 최고 시청률은 시청률 조사회사와 지역별로 시청률에 차이가 있을 수 있습니다.
| 회차   | 방송일    | 시청률         | 시청률 |
| 회차   | 방송일    | AGB 닐슨(전국) |        |
| 2021년 | 2021년    | 2021년         | 2021년 |
| ------ | --------- | -------------- | ------ |
| 1회    | 11월 1일  | 1.8%           |        |
| 2회    | 11월 8일  | 1.0%           |        |
| 3회    | 11월 15일 | 1.2%           |        |
| 4회    | 11월 22일 | 0.8%           |        |
| 5회    | 11월 29일 | 1.2%           |        |
| 6회    | 12월 6일  | 1.3%           |        |
| 7회    | 12월 13일 | 1.2%           |        |
| 8회    | 12월 20일 | 1.1%           |        |
| 2022년 |           |                |        |
| 9회    | 1월 3일   | 1.1%           |        |
| 10회   | 1월 10일  | 1.1%           |        |
| 11회   | 1월 17일  | 1.1%           |        |
| 12회   | 1월 24일  | 1.1%           |        |

## 수상 목록
- 2023년 제2회 청룡 시리즈 어워즈 남자 신인예능인상 (덱스)